# 海岸星光號列車
海岸星光號列車（英語：Coast Starlight）為由美鐵營運，服務於美國西海岸的鐵路客運列車。路線全長1,377英里（2,216公里），從華盛頓州西雅圖開往南加利福尼亞州洛杉磯市聯合車站。列車得名於原營運商南太平洋鐵路的列車“海岸日光號”和“星光號”，“海岸星光號”為上述列車線路合併而來。
沿途經過一系列西岸大城市：波特蘭，尤金，薩克拉門托，愛莫利維爾（舊金山附近），奧克蘭，聖荷西，聖路易斯-奧比斯保以及圣巴巴拉。
在2011財年，“海岸星光號”共運載425,000人次乘客，比上財年下跌4%。列車全財年營業額為39,997,952美元，比上財年增加6.9%。

## 歷史

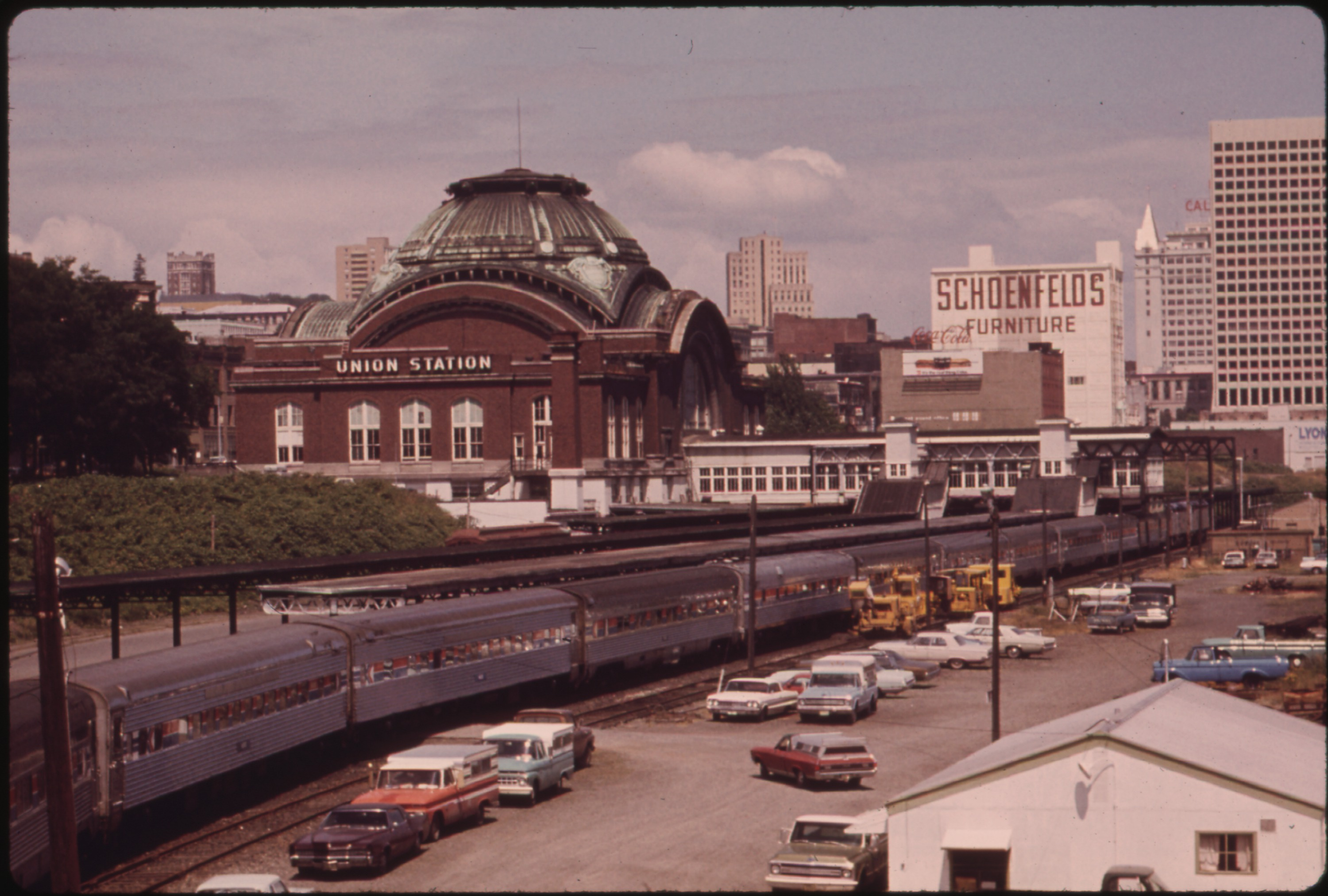
1974年“海岸星光號”列車正停靠在華盛頓州塔科馬聯合車站，1984年美鐵將線路更改為停靠新的塔科馬車站

美鐵成立前，並沒有縱貫西海岸的旅客列車。南太平洋鐵路的列車“西海岸號”從洛杉磯開往波特蘭，該由大北方鐵路的機車牽引至西雅圖。“西海岸號”和“海岸星光號”不同之處在於“西海岸號”經由聖華金山谷而非沿海岸線運行。同時，南太平洋鐵路還運營“海岸日光號”（洛杉磯－舊金山）和“喀斯喀特號”（奧克蘭－波特蘭）。南太平洋亦提供數趟往來洛杉磯和舊金山灣區的夜間列車：“雲雀號”為全臥鋪列車，運行於海岸線，而“貓頭鷹號”為臥舖座席混合列車，運行於聖華金山谷。西雅圖和波特蘭之間的客運服務由聯合太平洋鐵路，北太平洋鐵路和大北方鐵路提供。1970年北太平洋鐵路和大北方鐵路併入伯靈頓北方鐵路後，客運服務改由伯靈頓鐵路提供。洛杉磯和聖迭戈之間開行有艾奇遜，托皮卡和聖塔菲鐵路的聖迭戈人號列車。
1971年5月1日美鐵成立後，開行從洛杉磯至西雅圖的旅客列車，並曾短暫的延伸到聖迭戈。新列車線路起初沒有名稱，每週3對。此外，為填補空缺，在剩下的天數里開行4對洛杉磯至奧克蘭的98，99次列車。此外，在聖迭戈和洛杉磯之間，西雅圖和波特蘭之間另外開行旅客列車（1971年11月4日分別命名為“聖迭戈人號”和現今“美鐵喀斯喀特號”）。1971年11月14日，洛杉磯至奧克蘭的旅客列車命名為“海岸日光號”，並延伸聖迭戈，新車次為12和13次，聖迭戈至西雅圖的旅客列車則命名為“海岸星光號”，車次為11，14。
數年後，“海岸日光號”併入“海岸星光號”，運行頻率提高至每日一對，線路南端亦縮短至洛杉磯。洛杉磯和聖迭戈之間客運由太平洋衝浪者號承擔。1990年代中期，“海岸星光號”最後兩節座席車廂在洛杉磯聯合車站解編後加入“太平洋衝浪者號”的末班車（511次）編組直至聖迭戈。次日早成再由首班“太平洋衝浪者號”送回並重新加入“海岸星光號”編組。這項服務施行不久後被取消，因為長途運行的11次列車正點率無法得到保證。如果11次列車早點抵達，前往橘縣和聖迭戈的乘客與其再車廂內等待511次列車，不如出站後轉乘巴士。巴士的發車頻率比“太平洋衝浪者號”高。

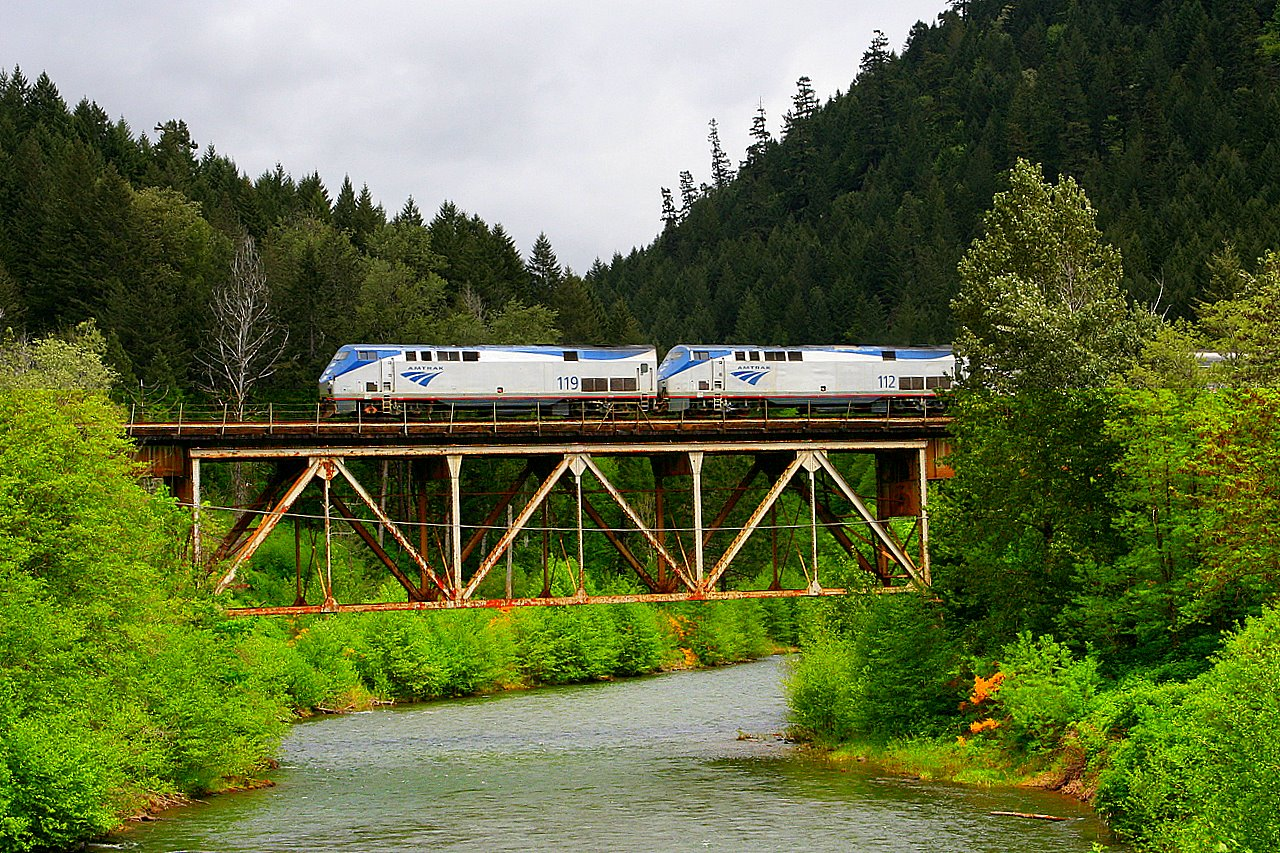
“海岸星光號”正在俄勒岡州雷恩縣境內穿越威拉米特河，攝於2008年

1982年4月25日前，“海岸星光號”德哈馬至戴維斯之間沿南太平洋鐵路“西山谷線”運行，並停靠奥兰德，不經過薩克拉門托。目前，列車從德哈馬經奇科，至東薩克拉門托羅斯維爾。再南加州，曾經在格倫代爾有個停站，現由范耐斯站取代。范耐斯站有美鐵工作人員進行行李檢查和托運（原格倫代爾站有一個美鐵售票處，並隨“海岸星光號”撤銷該站業務而廢止）。
2008年1月9日，因俄勒岡州奇姆爾特附近發生泥石流，“海岸星光號”被迫中止營運。2008年2月6日，洛杉磯至薩克拉門托區間恢復通車，2月9日，薩克拉門托至西雅圖區間由美鐵巴士暫為替代。2008年4月15日，大部份線路恢復通車，僅剩尤金和克拉馬斯瀑布城之間仍未完工，以美鐵巴士暫行取代。尤金至西雅圖段亦取消臥舖車和正餐車服務，但保留行李托運業務。2008年5月7日，“海岸星光號”全線修復通車。
近年來，該車因經常晚點，被人詬病為“海岸晚點號”。2005年10月至2008年8月的統計表明，其正點率只有2%，有時列車甚至晚點5至11小時。晚點導致該車的上座率從1999年至2005年下跌26%。晚點的原因是由於所經由的線路經營商聯合太平洋鐵路和其他一些私鐵造成的。美鐵指責聯合太平洋鐵路讓其貨運列車優先通行而故意拖延客車，聯合太平洋則回應道是線路施工和其他工作導致的晚點。近來，聯合太平洋鐵路已經給予美鐵列車較高的通行優先權。美鐵官方宣稱“海岸星光號”在2008年5月的正點率已提高至86%。2009年10月至2010年9月，“海岸星光號”起訖站正點率提高至91.2%。相比之下，根據美國運輸部的數據，2007年4月至2008年4月全國商業航空的準點率僅有74%。
根據“帝國建設者號”成功的經驗，“海岸星光號”的一些車輛設備得到更換或整修。2008年7月，“太平洋雅座車廂”被整修一新後，重新加入列車編組。設施更新使得“海岸星光號”在2009財年的客運量有了顯著提高，從2008財年的353,657人次提高至406,398，增長約15%。根據《火車》雜誌的報道，美鐵將在2012財年對該線路進行重點關注並改進。

## 線路
- BNSF鐵路：西雅圖線路段（原NP，後BN），西雅圖－波特蘭
- UP：布魯克林線路段（原SP），波特蘭－橡樹嶺
- UP：喀斯喀特線路段（原SP），橡樹嶺－克拉馬斯瀑布城
- UP：黑孤峰線路段（原SP），克拉馬斯瀑布城－鄧斯繆爾
- UP：山谷線路段（原SP），鄧斯繆爾－马里斯维尔
- UP：薩克拉門托線路段（原WP/SP），马里斯维尔－薩克拉門托
- UP：馬丁內斯線路段（原SP），薩克拉門托－奧克蘭
- UP：奈爾斯線路段（原SP），奧克蘭－埃爾姆赫斯特
- UP：海岸線路段（原SP），埃爾姆赫斯特－聖路易斯-奧比斯保
- UP：聖芭芭拉線路段（原SP），聖路易斯-奧比斯保－穆尔帕克
- UP/Metrolink：文图拉線路段/文图拉县線（原SP），穆尔帕克－泰勒調車場
- Metrolink：河流線路段，泰勒調車場－洛杉磯聯合車站

## 使用車輛

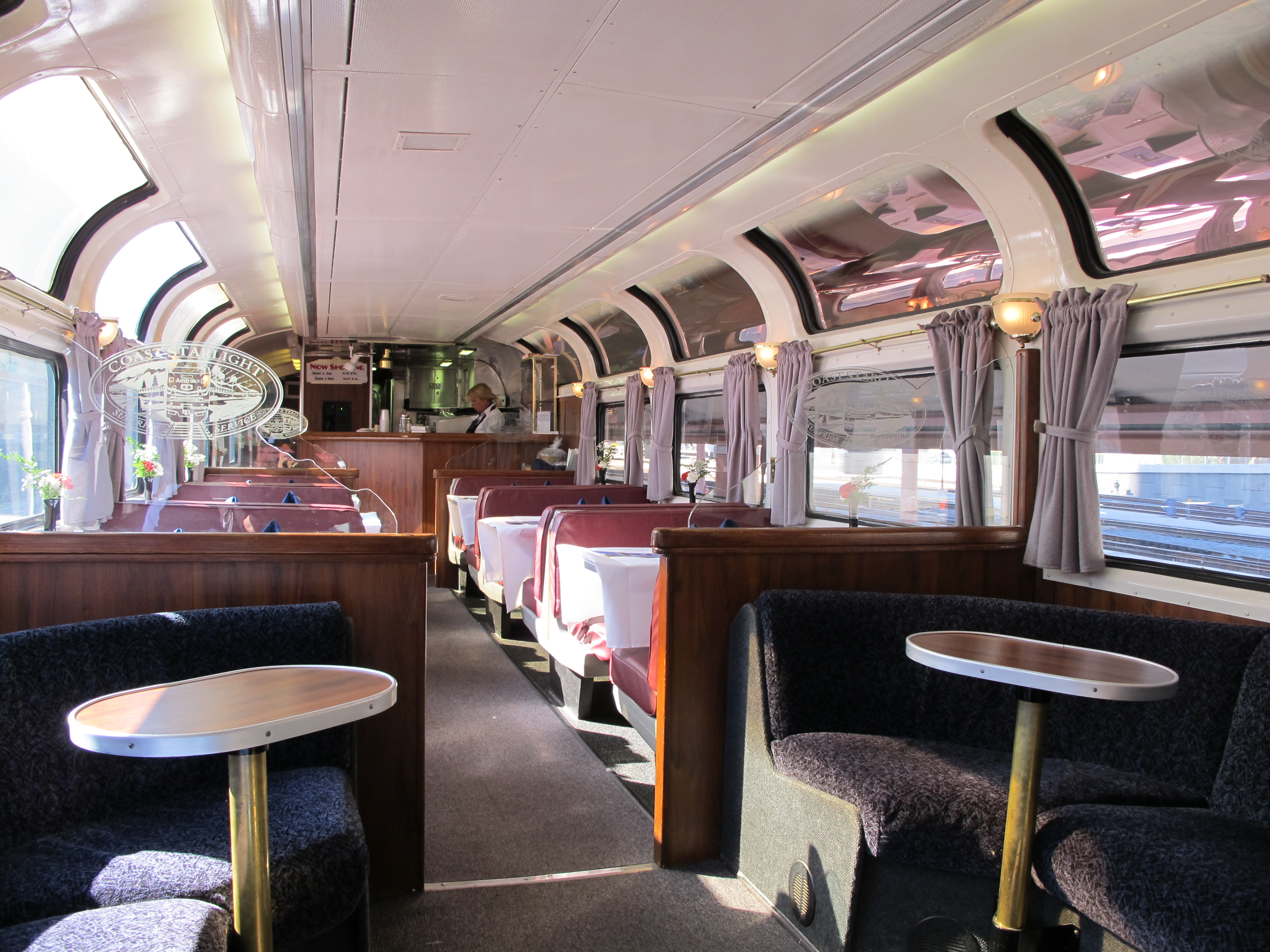
太平洋雅座車廂內景

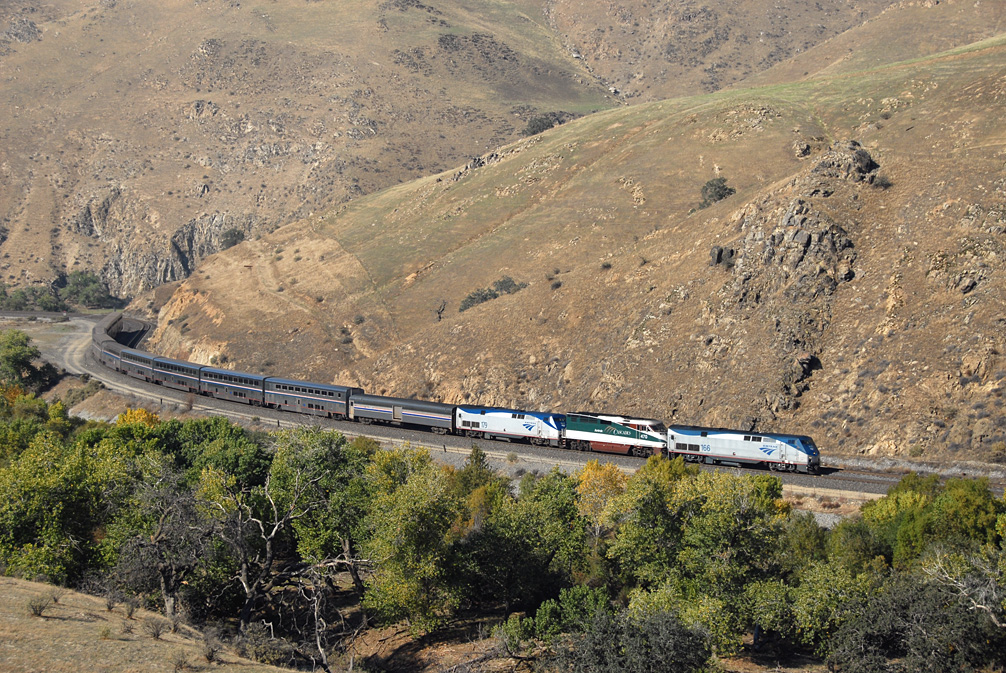
一台“喀斯喀特”塗裝的EMD F59PHI 和兩台GE P42DC型機車正牽引“海岸星光號”經過蒂哈查皮環路

“海岸星光號”使用雙層豪華客車系列客車，並且帶有一節裝備了曲面觀景窗的觀景/小餐車。此外，“海岸星光號”是美鐵列車中唯一帶有太平洋雅座車廂（僅限持頭等車票乘客使用）的列車。該車於1956年建造，為聖塔菲鐵路“隊長號”使用的觀景/餐車。該車為臥舖乘客（臥舖票等同於頭等車票）提供飲料，圖書和遊戲設備服務。此外每日下午在下層還提供品酒活動（需繳納費用）和電影院等服務。列車還帶有孩童玩具（在兒童車廂），一節文物客車系列行李車用於行包托運。偶爾美鐵客車系列坐車也會加掛至編組中。
機車常為美鐵標準裝備，GE創世紀系列P42DC型柴油機車，偶爾也加掛奇異P32-8型柴油機車。過去曾使用過EMD F40PH，EMD SDP40F，EMD FP7或租用南太平洋鐵路EMD SDP45。
偶爾，美鐵喀斯喀特號和太平洋衝浪者號使用的EMD F59PHI型機車也會被加掛至“海岸星光號”上。更罕見的情況是加州通勤鐵路的EMD F40PH型和MPI MP36PH-3C型機車也加入了“海岸星光號”的編組，這種情況的原因多是臨時替補或者車廂聯運。此外，海灣運輸署旗下海灣通勤鐵路的機車也偶爾在“海岸星光號”上發現。

## 延伸閱讀
- McKinney, Kevin. . Trains Magazine. June 1991.
- Schafer, Mike. . Trains Magazine. June 1991.
- Zimmermann, Karl. . Trains Magazine. 2001-07-02. （原始内容存档于2005-11-25）.
- .   [November 19, 2005]. （原始内容存档于2012-07-07）.
- . November 14, 1971  [November 19, 2005]. （原始内容存档于2012-08-05）.

## 相關鏈接
- 美鐵官網“海岸星光號”介紹 （页面存档备份，存于）
- “海岸星光號”網路社區 （页面存档备份，存于）
- TrainWeb網站“海岸星光號”的主頁 （页面存档备份，存于）